# Muricopsis necocheana
Muricopsis necocheana o drupa castaña es una especie de caracol de mar, un molusco gastrópodo marino de la familia Muricidae, conocidos como caracoles murex o caracoles de las rocas. Esta especie fue descipta por el biólogo estadounidense Henry Augustus Pilsbry, con el nombre Sistrum nicocheanum en una publicación científica realizada en el número 1 del volumen XIV de la revista Nautilus, publicado en mayo del año 1900.

## Historia del nombre
La publicación, que consiste en una nota de dos páginas, indica que fue colectada por Hermann von Ihering bajo en número 877, en la localidad de "Nicochea", que sería un error en la escritura de Necochea. El epíteto específico "nicocheanum" es interpretado entonces como un error y fue corregido a "necocheanum", para luego pasar a "necocheana" cuando la especie fue asignada al género Muricopsis.

## Descripción
Se trata de un caracol pequeño con ornamentacón compleja. A cotinuación se detalla la descripción original, traducida del inglés:
"Concha imperforada, fusiforme, gruesa y fuerte, color anaranjado pardusco, la espira es parda. Ornamentación consistente en ondas longitudinales fuertes, redondeadas, iguales a su intervalo, en número de 8 o 7 en el último verticilo (vuelta); estas ondas son atravesadas por cuerdas espirales bastante fuertes, que se ensanchan en tubérculos bajos transversalmente oblongos sobre los topes de las ondas. Entre estos cordones hay varios hilos en espiral en la mayoría o en todos los intervalos. Verticilos convexos, el último con contornos cóncavos por debajo, producidos, en un canal anterior bastante largo. Apertura ovalada, de color anaranjado pardusco por dentro; peristoma grueso o biselado, armado con seis dientes subiguales en su interior; margen columelar angular en el origen del canal anterior, con un pequeño pliegue transversal por encima del ángulo; canal bastante recto y largo para este género. Longitud 21,5, diam. 11, longitud de apertura y canal 12 mm. "

## Distribución
Esta especie se distribuye en el Atlántico Sudoccidental a lo largo del Sudeste de Brasil y Argentina. Algunos autores sugieren que esta especie es endémica de la provincia biogeográfica Argentina.

## Alimentación
Al igual que gran parte de las especies de la familia Muricidae, los individuos de esta especie realizan perforaciones en las conchas de sus presas, a través de la cual obtienen su alimento. Como consecuencia, dejan una bioerosión de contorno circular conocida como Oichnus simplex.